# Cithaeron praedonius
Cithaeron praedonius és una espècie d'aranya araneomorfa de la família dels citerònids (Cithaeronidae). Es troba al nord d'Àfrica, Grècia, una zona des del Pròxim Orient a l'Índia i Malàisia; s'ha introduït a Brasil, Cuba i Austràlia.